# ラス・ピエドラス
ラス・ピエドラス（Las Piedras）は、ウルグアイの南部に位置するカネロネス県の都市。モンテビデオ首都圏に属する。2011年に行われた国勢調査によると、国内で人口が5番目に多い。

## 歴史
1744年3月8日、聖イシドロの名の下に設立された。
1811年5月18日、ウルグアイの独立指導者ホセ・ヘルバシオ・アルティガスはラス・ピエドラスの戦いで革命軍を勝利に導き、ウルグアイを独立へと進めた。
設立当時は村（プエブロ）であったが、1925年5月15日に法律の施行によって市（シウダー）に昇格した。

## 著名な出身者
- フリオ・ソーサ - タンゴ歌手。
- リカルド・モラレス - サッカー選手。